# Dufouriellini
Tribu
Les Dufouriellini constituent une tribu d'insectes hémiptères hétéroptères (punaises) de la famille des Anthocoridae et de la sous-famille des Lyctocorinae. 

## Genres
- Alofa
- Amphiareus
- Cardiastethus
- Dufouriellus
- Physopleurella
- Buchananiella
- Brachysteles